# 20936 Nemrut Dagi
20936 Nemrut Dagi è un asteroide areosecante. Scoperto nel 1971, presenta un'orbita caratterizzata da un semiasse maggiore pari a 1,8544885 UA e da un'eccentricità di 0,1010535, inclinata di 18,60403° rispetto all'eclittica.
Il nome ricorda il monte Nemrut Dağı in Turchia, dove si trova un importante sito archeologico del periodo ellenistico.